# جانسون (ویسکانسین)
جانسون (به انگلیسی: Johnson) یک منطقهٔ مسکونی در ایالات متحده آمریکا است که در شهرستان ماراتون، ویسکانسین واقع شده‌است. جانسون ۹۰٫۶ کیلومتر مربع مساحت و ۹۸۵ نفر جمعیت دارد و ۴۳۷ متر بالاتر از سطح دریا واقع شده‌است.